# La hermana mayor (Bouguereau)
La hermana mayor (en francés: La soeur aînée) es una pintura al óleo sobre lienzo creada en 1869 por el artista y académico francés William-Adolphe Bouguereau. Fue adquirido en 1992 por el Museo de Bellas Artes de Houston, como un regalo. Según la web del museo, el cuadro fue regalo de una señora anónima en memoria de su padre. Desde entonces, el cuadro ha formado parte de la colección permanente del museo, se encuentra en la sección «Artes de Europa» y se ha convertido en uno de los cuadros más destacados de la colección de pinturas del museo.
La pintura muestra a una niña («la hermana mayor») sentada sobre una roca y sosteniendo a un bebé dormido en su regazo. Un tranquilo paisaje rural sirve de fondo. Para esta escena, la hija de Bouguereau, Henriette, y su hijo, Paul, sirvieron de modelos. El autor puso mucho cuidado y atención al dibujar los rasgos de los niños y la posición de sus cuerpos, dándoles un aspecto idílico. Los ojos de la niña miran directamente al espectador y ambos niños se muestran con ropa inmaculada.
Las dimensiones de la pintura son 130,2 × 97,2 cm y con el marco es 171,5 × 139,7 × 14 cm.
Otra pintura de Bouguereau también se titula La hermana mayor (terminada en 1864). Actualmente pertenece a la colección permanente del Museo Brooklyn.